# Feudalul
Feudalul (italiană/venețiană: Il feudatario) este o piesă de teatru de Carlo Goldoni din 1752. Comedia în trei acte a avut un foarte mare succes la public, nu doar în Italia, dar și în Austria și Germania.

## Prezentare
Piesa prezintă protestul a trei deputați împotriva pretențiilor noului Marchiz Florindo, moșierul locului. 

## Personaje
- Marchizul Florindo,  feudal/moșier de Montefosco
- Marchiza Beatrice, mama sa
- Pantalone, impresar al anuităților Jurisdicției
- Rosaura, fiica orfană și moștenitoarea legitimă de Montefosco
- Nardo, deputat al comunității
- Cecco, deputat al comunității
- Mengone, deputat al comunității
- Pasqualotto, primarul comunității
- Marcone, primarul comunității
- Giannina, fiica lui Nardo
- Ghitta, soția lui Cecco
- Olivetta, fiica lui Pasqualotto
- Un cancelar
- Un notar
- Arlecchino, slujitor al comunității
- Un servitor al lui Pantalone
- Un țăran care vorbește
- Slujitori ai marchizului și alți țărani, care nu vorbesc

## Legături externe
- Goldoni sau replica realității, Costin Tuchilă, Pușa Roth, nr. 3, martie 2012, anul II

## Vezi și
- Operele lui Carlo Goldoni